# See Homer Run
«See Homer Run» (рус. Видим бегущего Гомера) — шестой эпизод семнадцатого сезона мультсериала «Симпсоны». Серия показывает но не предсказывает, случай где произошли выборы на пост губернатора Калифорнии в 2003 году.

## Сюжет
На день отцов Барт и Лиза готовят подарки Гомеру. Барт дарит складной универсальный нож, на что Гомер реагирует словами «Открывать после этого остальные подарки — то же самое, что копаться в куче навоза». Лиза же дарит самодельный альбом «Я и мой папочка», где изображает себя и Гомера в виде единорогов. Гомер не сильно восхищается работой Лизы, и та начинает грустить. Видя всё это, Мардж предлагает Гомеру повесить работу Лизы на холодильник с помощью магнита, что он и делает. Но работа сползает по стенке, попадает в отсек для льда и охлаждения напитков, и превращается в кашу.
Лиза очень сильно расстраивается и обижается на Гомера. Гомер пытается наладить контакт с дочерью, но все попытки тщетны, так как основаны на лжи, которую Лиза терпеть не может.
Разлад отношений отца и дочери находит своё проявление и в школе. В ответ на просьбу Мартина Принса дать ему фломастеры Лиза разбивает окно в кабинете директора своим ранцем(прямо в него попадают и другие предметы брошенные Лизой), бьёт Милхауса по его гипсовой повязке, отбирает термос и выкидывает за забор.
Школьный психолог делает выводы и объясняет родителям Лизы, вызванным в школу, что проблема в том, что Лиза потеряла уважение и доверие к отцу и если это не исправить, то в скором времени она станет так же относиться ко всем мужчинам.
Директор Скиннер находит решение и предлагает Гомеру поработать в школе «Саламандрой безопасности».
Внешне поведение Гомера в роли «Саламандры безопасности» больше похоже на поведение «Саламандры опасности» (по его вине произошёл пожар в актовом зале школы и некоторые ученики выбили себе зубы в школьном автобусе).
По дороге в роддом Клетус со своей женой Брандиной не могут найти бульвар Барта (так как вывеску в этой же серии стащил сам Барт Симпсон), и Брендин рожает прямо в машине. В результате Клетус врезается в машину, та в другую и начинается цепная реакция. Пожарные, скорая и полиция прийти на помощь не могут, так как сами уже являются участниками этого ДТП, и спасти людей в горящих машинах некому.
Гомер понимает, что это повод проявить себя перед Лизой, и вытаскивает людей из машин, тем самым спасая им жизнь, за что получает высшую награду Спрингфилда — электронный ключ от города из рук мэра города Куимби.
За провальную политику мэра города Квимби отзывают и назначаются досрочные выборы. На пост мэра претендуют 25 горожан, и Лиза, считая, что к власти могут прийти недостойные, уговаривает отца выставить свою кандидатуру на пост мэра, так как считает, что к «Саламандре безопасности» хорошо относятся.
Перед дебатами Мардж стирает костюм саламандры, так как он уже начал вонять.
Во время дебатов костюм Гомера рвётся и народ освистывает его и закидывает овощами. В итоге на выборах мэра ни один из претендентов не набирает нужного количества голосов и мэром опять становится Квимби.

## Интересные факты
- Во время эпизода был трейлер первого сезона Kirari Revoluction, Yes! PreCure 5, Pretty Cure Splash Star и Moetan.